# ソテル
ソテル (σωτήρ, Soter) は、救世主を意味する称号。ギリシャ語の形容詞に由来する。女性形はソテイラ (Σώτειρα, Soteira)。長音表記はソーテールおよびソーテイラー。

## 実例
プトレマイオス1世
第四次ディアドコイ戦争中の紀元前305年、ロドス島がデメトリオス1世に包囲された（ロドス包囲戦）。しかし、プトレマイオス1世の援軍により、包囲軍は破れた。これをたたえ、ロドス島はプトレマイオス1世にソテルの称号を贈った。
イエス・キリスト
イエス・キリストを意味するアクロニム「ΙΧΘΥΣ」の最後のΣはソテルの頭文字である。

## ソテル/ソテイラと呼ばれた神
- ポセイドーン
- ゼウス
- ディオニューソス
- アテーナー（ソテイラ）
- ヘカテー（ソテイラ）

## ソテルと呼ばれた人物
- プトレマイオス1世 - プトレマイオス朝エジプトのファラオ (前327–前283、位 前323–前283)。
- ディオドトス1世 - グレコ・バクトリア王国の王 (c.前285–c.前239)。
- アンティオコス1世 - セレウコス朝シリアの王 (?–前261、位 前281–前261)。
- アッタロス1世 - アッタロス朝ペルガモン王国の王 (前269–197、位 前241–前197)。
- セレウコス3世 - セレウコス朝シリアの王 (c.前243–前223、位 前225–-前223)。
- デメトリオス1世 - セレウコス朝シリアの王 (前185–?、位 前161–前150)。
- メナンドロス1世 - インド・グリーク朝の王 (位 c.前115–c.前130)。
- ストラトン1世（英語版） - インド・グリーク朝の王 (位 c.前130–c.前110)。
- ストラトン2世（英語版） - インド・グリーク朝の王 (位 前25–後10)。
- プトレマイオス9世 - プトレマイオス朝エジプトのファラオ (?–前81、位 前116–前110・前109–前107・前88–前81)
- ラベル2世（英語版） - ナバテア王国の王 (位 70–106)。